# Parazoanthus capensis
Parazoanthus capensis is een Zoanthideasoort uit de familie van de Parazoanthidae. De wetenschappelijke naam van de soort is voor het eerst geldig gepubliceerd in 1907 door Duerden.